# Guards Division (Erster Weltkrieg)

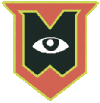
Hoheitsabzeichen der Division

Die Guards Division (Gardedivision) war ein Großverband des Britischen Heers. Sie wurde 1915 im Ersten Weltkrieg an der Westfront aufgestellt und war an allen größeren Kämpfen der British Expeditionary Force beteiligt. Der Verband wurde nach der Rückkehr 1919 aufgelöst.
Nach dem Zweiten Weltkrieg wurde die bisherige Gardepanzerdivision für rund anderthalb Jahre als Infanteriedivision unter diesem Namen weitergeführt.

## Erster Weltkrieg

### Aufstellung
Im Juli 1915 genehmige König Georg V. die Bildung der Gardedivision, die im August 1915 in der Nähe von Saint-Omer erfolgte. Dazu wurde die bis dahin der 2. Division unterstellte 4. (Garde) Brigade zur 1. Gardebrigade. Die 2. Gardebrigade wurde aus zwei in England neuaufgestellten Bataillonen und zwei weiteren aus der 1. (Garde) Brigade  (1. Division) gebildet. Ebenso wurde mit zwei in England neuaufgestellten Bataillonen sowie zwei von der 20. Brigade (7. Division) überstellten Bataillonen die 3. Gardebrigade gebildet.

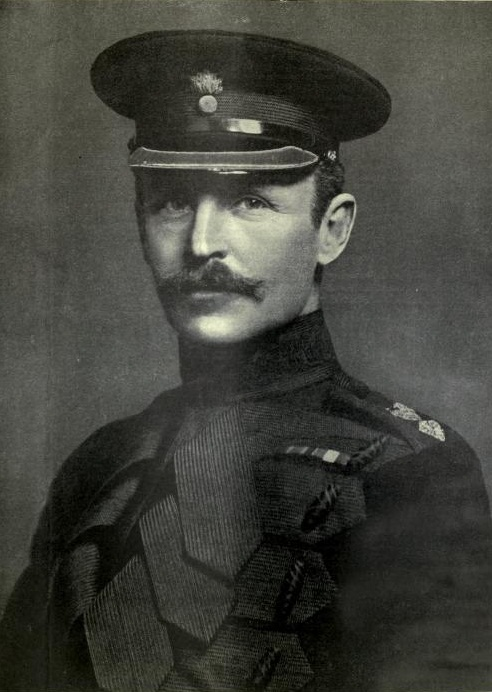
Divisionskommandeur Rudolph Lambart, 10. Earl of Cavan, 1915

Im August 1915 war die neugeformte Guards Division unter Lord Cavan wie folgt organisiert:
1st Guards Brigade (Brigadier-General Feilding)
- 2nd Battalion, Grenadier Guards
- 2nd Battalion, Coldstream Guards
- 3rd Battalion, Coldstream Guards
- 1st Battalion, Irish Guards

2nd Guards Brigade (Brigadier-General Ponsonby)
- 3rd Battalion, Grenadier Guards
- 1st Battalion, Coldstream Guards
- 1st Battalion, Scots Guards
- 2nd Battalion, Irish Guards

3rd Guards Brigade (Brigadier-General Heyworth)
- 1st Battalion, Grenadier Guards
- 4th Battalion, Grenadier Guards
- 2nd Battalion, Scots Guards
- 1st Battalion, Welsh Guards

### 1915
Ab September 1915 nahm die Division während der Offensive im Artois im Abschnitt der 1. Armee an der Schlacht von Loos teil. Sie führte nach dem Einführen der zweiten Angriffsstaffel im Rahmen des XI. Corps (General Haking) Angriffe gegen die „Hohenzollern Redoute“ (18./19. Oktober) durch.

### 1916

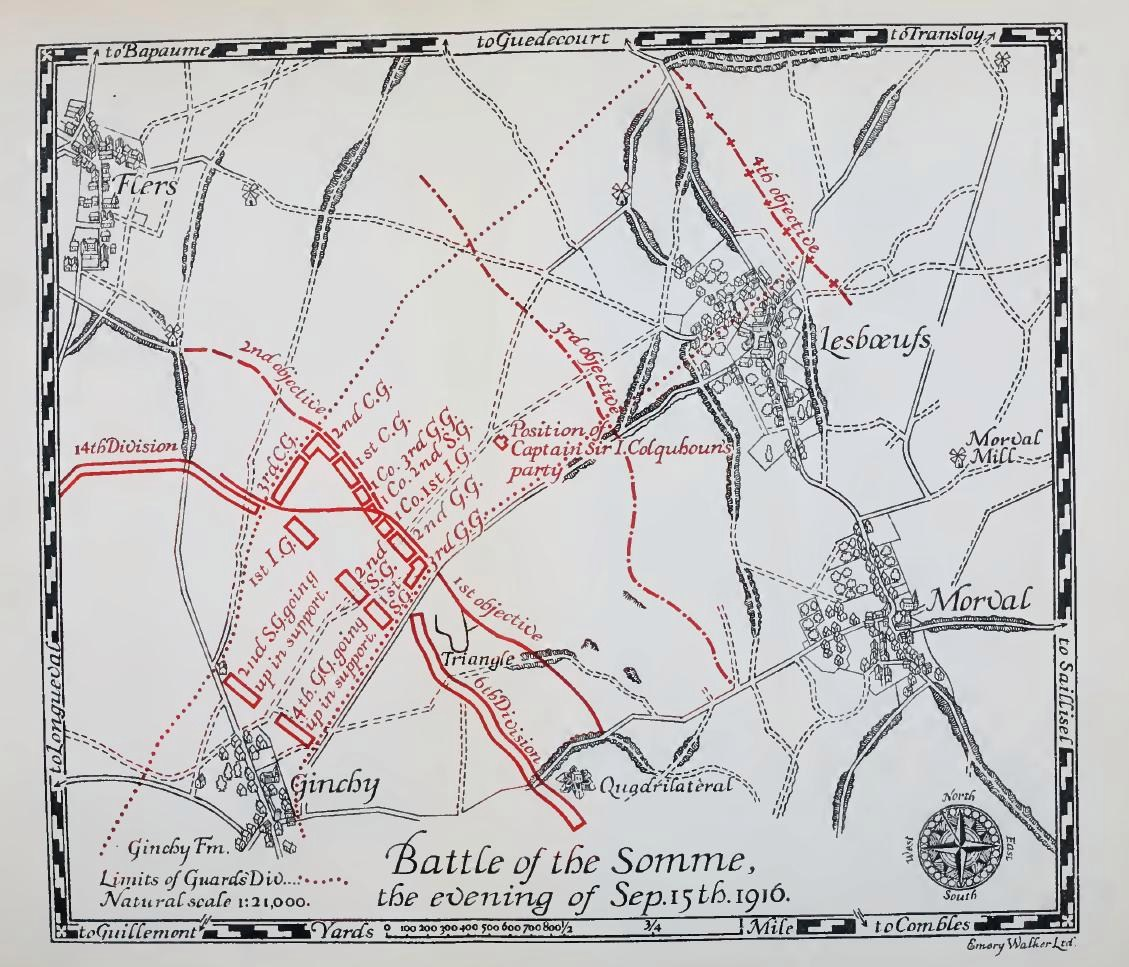
Einsatz der Guards am 15. September 1916

Anfang Januar 1916 erhielt Lord Cavan das Kommando über das neuaufgestellte XIV. Corps, General Geoffrey Feilding übernahm darauf die Führung der Guards. Nachdem die Schlacht an der Somme schon zwei Monate andauerte, wurde im September 1916 auch die Gardedivision für den beabsichtigten Durchbruch herangezogen. Sie war insbesondere an der Schlacht von Flers-Courcelette (15./16. und von 20. bis 22. September), wo erstmals neue Tanks eingesetzt wurden und an der Schlacht von Morval (25. – 28. September), wo die Division am 25. September Lesboeufs eroberte, maßgebend beteiligt.

### 1917

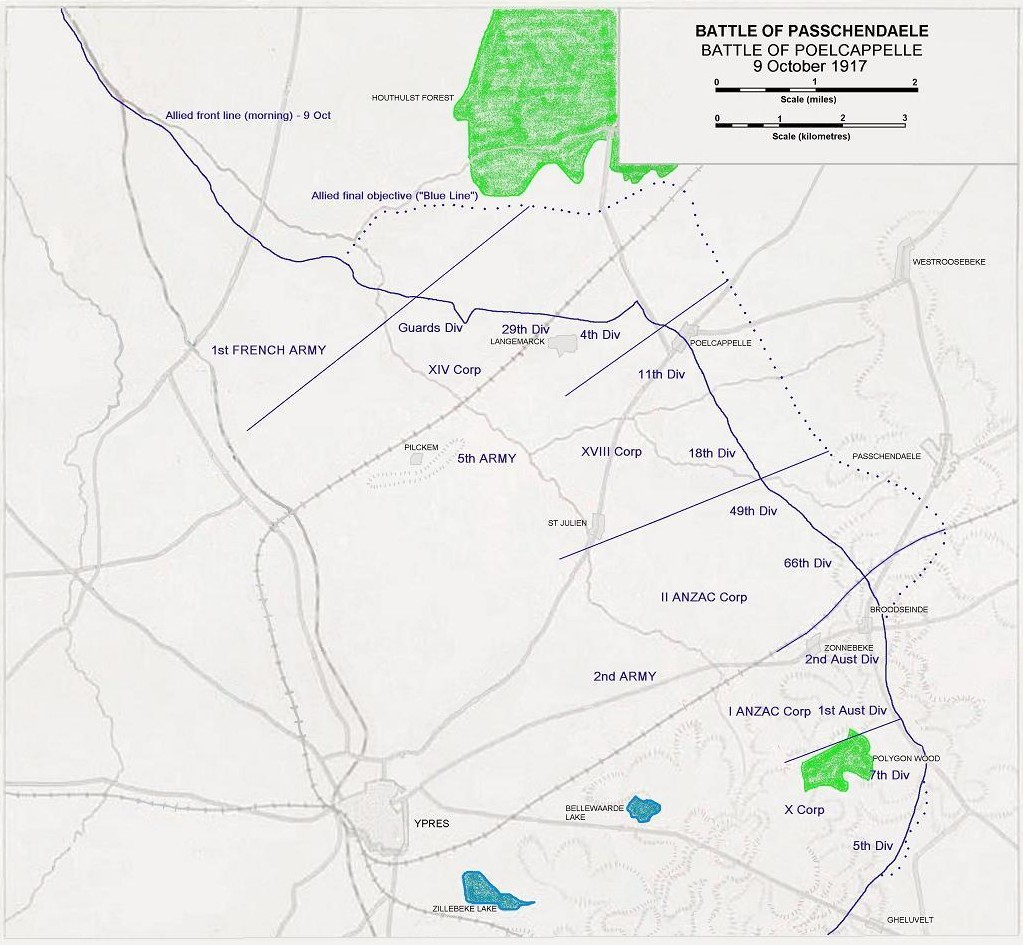
Lage bei Poelcapelle am 9. Oktober 1917

Ab Juli 1917 wurde die Division in der Dritten Flandernschlacht bei der 5. Armee in folgender Organisation eingesetzt:
1st Guards Brigade (Brigadier-General Jeffreys)
- 2nd Coldstream Guards (Lt.Col. Crawfurd)
- 2nd Grenadier Guards (Lt.Col. Pollock)
- 3rd Coldstream Guards (Lt.Col. Follett)
- 1st Irish Guards (Lt.Col. Champion de Crespigny)

2nd Guards Brigade (Brigadier-General Ponsonby)
- 1st Welsh Guards (Lt.Col. Gordon)
- 1st Grenadier Guards (Lt.Col. Maitland)
- 2nd Irish Guards (Lt.Col. Greer)
- 1st Scots Guards (Lt.Col. Ross)

3rd Guards Brigade (Brigadier-General Seymour)
- 2nd Scots Guards (Lt.Col. Orr-Ewing)
- 4th Grenadier Guards (Lt.Col. Lord Gort)
- 1st Coldstream Guards (Lt.Col. Brand)
- 3rd Grenadier Guards (Lt.Col. Thorne)

Im Rahmen des XIV. Corps (Lord Cavan) wurde die Division zum Angriff gegen die Höhen von Pilckem (31. Juli – 2. August) geführt, in der späteren Phase wurde sie bei Langemark-Poelkapelle (9. Oktober) und in der Ersten Schlacht von Passchendaele (12. Oktober) eingesetzt. Danach folgte zwischen 24. November bis 3. Dezember die Beteiligung an der Schlacht von Cambrai.

### 1918
Am 8. Februar 1918 wurden die Gardedivision wie die anderen britischen Divisionen von 12 auf 9 Bataillone reduziert. Jede ihrer drei Brigaden gab ein Bataillon zur Bildung einer vierten Gardebrigade ab, der
4th Guards Brigade
- 3rd Bataillon, Coldstream Guards (von der 1. Gardebrigade)
- 2nd Bataillon, Irish Guards (von der 2. Gardebrigade)
- 4th Bataillon, Grenadier Guards (von der 3. Gardebrigade)

Diese Brigade wurde noch am gleichen Tag der 31st Division unterstellt.
Am Beginn der Frühjahrsoffensive (21. März 1918) war die Division als Reserve am nördlichen Abschnitt bei der 3. Armee eingesetzt und führte ab 24. März im Raum Bapaume Gegenstöße um den deutschen Vormarsch zu stoppen. Bis Ende März hatte die Division Verluste von 59 Offizieren und 1.080 Mann erlitten.
Im Zuge der Hunderttageoffensive führte die Gardedivision aus dem Raum östlich von Albert starke Gegenangriffe in Richtung zur Somme (21. bis 23. August) durch, sie kämpfte folgend in der Zweiten Schlacht von Arras (26. August – 3. September 1918) und beteiligte sich nach der Schlacht bei Havrincourt (12. September) am Durchbruch an der Hindenburglinie. Während der Verfolgungskämpfe in der Picardie war die Gardedivision unter dem neuen Kommandeur Generalmajor Torquil G. Matheson noch an den Schlachten an der Selle und an der Sambre beteiligt.
Am 9. November 1918 gelang der Division, die am Südufer der Sambre operierte, noch die Besetzung von Maubeuge, zuletzt war sie dem VI. Corps (Generalleutnant Aylmer Haldane) im Abschnitt der 3. Armee unterstellt.
Nach dem Waffenstillstand wurde die 4. Gardebrigade am 17. November aufgelöst und ihre Bataillone wieder ihren vorherigen Brigaden unterstellt. Am 11. Dezember wurde die Grenze zu Deutschland überschritten und am 19. Dezember der Rhein bei Köln erreicht. Zwischen Februar und April 1919 kehrten alle Einheiten nach England zurück. Die Guards Division wurde am 29. April  aufgelöst.

## Führung
- Brigadier-General Frederick James Heyworth (15. – 18. August 1915)
- Major-General Rudolph Lambart, 10. Earl of Cavan (18. August 1915 – 3. Januar 1916)
- Major-General Geoffrey Feilding (3. Januar 1916 – 11. September 1918)
- Major-General Torquhil George Matheson (11. September 1918 – 29. April 1919)

## Folgeformationen
Im Zuge des Zweiten Weltkrieges wurde am 12. September 1942 die Guards Armour Division (Gardepanzerdivision) unter Major-General Allan H. S. Adair aufgestellt. Nach dem Ende der Kriegshandlungen in Europa wurden deren unterstellte Panzereinheiten zu Infanterie umgewandelt, die Division umorganisiert und am 12. Juni 1945 zur Guards Division umbenannt. Dieser Gardedivision waren unterstellt:
- 2nd Household Cavalry Regiment
- 5th Guards Brigade
- 6th Guards Brigade
- 32nd Guards Brigade

Diese Guards Division wurde im Januar 1947 aufgelöst.